# Траверсетоло
Траверсетоло (італ. Traversetolo) — муніципалітет в Італії, у регіоні Емілія-Романья,  провінція Парма.
Траверсетоло розташоване на відстані близько 350 км на північний захід від Рима, 80 км на захід від Болоньї, 19 км на південь від Парми.
Населення — 9452 особи (2014).

## Демографія
Населення за роками:

Станом на 1 січня 2023 року в муніципалітеті офіційно проживало 1299 іноземців з 60 країн, серед них 276 громадян країн Євросоюзу та 65 громадян України.

## Сусідні муніципалітети
- Каносса
- Лезіньяно-де'-Баньї
- Монтек'яруголо
- Нев'яно-дельї-Ардуїні
- Парма
- Сан-Поло-д'Енца